# Matthew Gyamfi
Matthew Kwasi Gyamfi (ur. 11 sierpnia 1957 w Wamanafo) – ghański duchowny katolicki, biskup Sunyani od 2003.

## Życiorys

### Prezbiterat
Święcenia kapłańskie przyjął 27 lipca 1985. Doktoryzował się z geografii na uniwersytecie w Toronto. Inkardynowany do diecezji Sunyani, był m.in. wikariuszem parafii katedralnej (1985-1987), a także wicerektorem (1991-1993) oraz rektorem (1999-2003) diecezjalnego seminarium.

### Episkopat
14 kwietnia 2003 papież Jan Paweł II mianował go biskupem ordynariuszem Sunyani. Sakry biskupiej udzielił mu 28 czerwca 2003 kardynał Peter Turkson.